# 埃文·朗歌利亞
埃文·麥可·朗歌利亞（英語：Evan Michael Longoria，1985年10月7日—），出生於美國加州唐尼，為美國職棒大聯盟的三壘手。在這之前，朗歌利亞曾是長灘州立大學棒球隊的明星內野手，The Cape Cod Baseball League的MVP，以及2006年Big West的年度球員。他的大聯盟生涯開始於2008年的坦帕灣光芒隊，生涯第一年便入選了美國職棒大聯盟明星賽，代表美國聯盟出賽。龍戈利亞同時也在該年的11月10日，得到2008年美國聯盟的年度最佳新秀。
2008年季賽結束後，因為該年的優異表現及看好其未來發展，坦帕灣光芒隊和朗歌利亞簽下了一份長約。合約內容為6年1750萬美金外加一個一年和一個兩年的球隊選擇權，合約最多可以來到9年4450萬美金。
他在光芒隊待了10年，三度入選明星賽、三座金手套獎、隊史第一的出賽場次、打數、打點、得分、壘打數、二壘安打、WAR值、全壘打；當時光芒的強盛與他息息相關，球迷們稱呼他為『光芒先生』。

## 大學時代
高中結束後，朗歌利亞在大學裡擔任游擊手。在他的大一球季，朗歌利亞贏得了全州第一隊的榮耀，而且得到了一份由長灘州立大學提供的獎學金。大二那年，他轉學到了長灘州立大學，並打出3成20的成績，這讓他成為該聯盟的明星球員之一。不過因為學校裡已經有Troy Tulowitzki擔任游擊手，所以朗歌利亞在這時轉成了三壘手。在他一開始於長灘州立大學就讀時，他選修的是人體運動學，不過後來轉成了犯罪學，因為犯罪學比較不用花時間，而這可以避免打亂他在棒球上的安排。

## 職業時代
朗歌利亞在2006年的美國職棒大聯盟選秀會上，被坦帕灣光芒隊以第三順位選中，簽約金為三百万美元。著名的棒球網站──棒球美國稱朗歌利亞為該年選秀會的大學球員中，最好的純打者。
他生涯前10年都待在光芒，雖然因為小市場球隊的關係導致關注度不高，但每年穩定的貢獻讓他成為球隊支柱，是名副其實的『光芒先生』。最經典的事跡莫過於2011年季末，在一場決定季後賽資格的賽事中，單場雙響砲帶領球隊晉級，其中一發是再見全壘打。
可惜隨著年紀增長，他的身手也慢慢退化，儘管在2016年擊出生涯最多的39發全壘打，但似乎只是短暫的美夢，最後在2017年光芒終於下定決心重建，將他交易到舊金山巨人，結束了10年光芒旅途。

## 生涯獎項或特殊表現
2008年
- 1.入選全明星賽
- 2.年度最佳新秀
- 3.美聯MVP票選第11名
- 4.長打率美聯第8名
- 5.全壘打美聯第13名
- 6.長打率加上壘率美聯第14名

2009年
- 1.入選全明星賽(未出賽)
- 2.美聯4月打者MVP
- 3.美聯三壘手銀棒獎
- 4.美聯三壘手金手套
- 5.全壘打美聯第8名
- 6.打點美聯第4名
- 7.長打率美聯第12名
- 8.得分美聯第11名
- 9.進攻指數(長打率加上壘率)美聯第14名
- 10.美聯MVP票選第19名

2010年
- 1.入選全明星賽
- 2.美聯三壘手金手套
- 3.打點美聯第9名
- 4.長打率美聯第11名
- 5.得分美聯第10名
- 6.進攻指數(長打率加上壘率)美聯第10名
- 7.美聯MVP票選第6名

2011年
- 1.打點美聯第12名
- 2.全壘打美聯第8名
- 3.長打率美聯第14名
- 4.進攻指數(長打率加上壘率)美聯第15名
- 5.美聯MVP票選第10名

## 成績
| 年度  | 年紀 | 球隊       | 聯盟 | 出賽 | 打數 | 得分 | 安打 | 二安 | 三安 | 全壘打 | 打點 | 盜壘 | 四死 | 三振 | 打擊率 | 上壘率 | 長打率 |
| ----- | ---- | ---------- | ---- | ---- | ---- | ---- | ---- | ---- | ---- | ------ | ---- | ---- | ---- | ---- | ------ | ------ | ------ |
| 2008  | 22   | 坦帕灣光芒 | 美聯 | 122  | 448  | 67   | 122  | 31   | 2    | 27     | 85   | 7    | 46   | 122  | .272   | .343   | .531   |
| 2009  | 23   | 坦帕灣光芒 | 美聯 | 157  | 584  | 100  | 164  | 44   | 0    | 33     | 113  | 9    | 72   | 140  | .281   | .364   | .526   |
| 2010  | 24   | 坦帕灣光芒 | 美聯 | 151  | 574  | 96   | 169  | 46   | 5    | 22     | 104  | 15   | 72   | 124  | .294   | .372   | .507   |
| 2011  | 25   | 坦帕灣光芒 | 美聯 | 133  | 483  | 78   | 118  | 26   | 1    | 31     | 99   | 3    | 80   | 93   | .244   | .355   | .495   |
| 2012  | 26   | 坦帕灣光芒 | 美聯 | 74   | 273  | 39   | 79   | 14   | 0    | 17     | 55   | 2    | 33   | 61   | .289   | .369   | .527   |
| 2013  | 27   | 坦帕灣光芒 | 美聯 | 80   | 302  | 50   | 90   | 21   | 2    | 17     | 47   | 2    | 35   | 74   | .298   | .367   | .550   |
| TOTAL |      |            |      | 717  | 2664 | 432  | 742  | 182  | 10   | 147    | 503  | 36   | 338  | 614  | .279   | .361   | .520   |

## 外部連結
- 球員資訊和成績在MLB ，ESPN ，Retrosheet ，Baseball Reference ，Baseball Reference (Minors) ，Fangraphs ，The Baseball Cube （英文）
- 埃文·朗歌利亞在台灣棒球維基館上的頁面（繁體中文）